# Elsie Stevens
Elsie E. Stevens (nascida em 1907) foi uma artista britânica, conhecida pelas suas pinturas de paisagens a óleo e aquarelas.

## Biografia
Stevens nasceu em Brighton, na costa sul da Inglaterra. Começando em 1961, estudou pintura em regime particular em Londres com o artista emigrado polaco Marian Bohusz-Szyszko em Londres e depois os dois trabalharam juntos ao longo de cerca de 15 anos. Stevens teve exposições individuais em várias galerias comerciais, incluindo a Galeria Alwin, a Galeria Woodstock e as Galerias Loggia e Barrett. Ela também fez exposições em Amsterdão, Dublin, Durham, Eastbourne e no Gardner Arts Centre da Universidade de Sussex em Brighton durante 1973. Stevens era membro do grupo de Pintores e Escultores Livres e por muitos anos viveu em Barcombe, perto de Lewes, antes de se mudar para uma casa de repouso em Wivelsfield Green.